# La Gonterie-Boulouneix
La Gonterie-Boulouneix is een voormalige gemeente in het Franse departement Dordogne in de regio Nouvelle-Aquitaine, telt 175 inwoners (2004) en maakt deel uit van het arrondissement Nontron.

## Geschiedenis
De gemeente maakte deel uit van het kanton Champagnac-de-Belair totdat dit op 22 maart 2019 werd opgeheven en de gemeenten werden opgenomen in het kanton Brantôme. Op 1 januari 2019 werd de gemeente opgenomen in de 2 jaar daarvoor gevormde commune nouvelle Brantôme en Périgord.

## Geografie
De oppervlakte van La Gonterie-Boulouneix bedraagt 11,5 km², de bevolkingsdichtheid is 20,6 inwoners per km².
De onderstaande kaart toont de ligging van La Gonterie-Boulouneix met de belangrijkste infrastructuur en aangrenzende gemeenten.

## Demografie
Onderstaande figuur toont het verloop van het inwonertal.
Brantôme · Cantillac · Eyvirat · La Gonterie-Boulouneix · Puy-de-Fourches · Saint-Crépin-de-Richemont · Saint-Julien-de-Bourdeilles · Sencenac · Valeuil